# Јован Марковић (фудбалер)
Јован Марковић (рум. Jovan Markovic; Београд, 23. март 2001) румунски је фудбалер српског порекла који тренутно наступа за Универзитатеу из Крајове. Игра на позицији нападача.

## Успеси
Универзитатеа Крајова
- Суперкуп Румуније  (1) : 2021,[6] (финале: 2018)[7]